# That's Fantastic!
『That's Fantastic!』（ザッツ・ファンタスティック）は、2017年11月29日にキューンレコード から発売された、日本のロックバンド、POLYSICSのスタジオ・アルバム。

## 概要
- フルアルバムとしては『What's This???』から1年8ヶ月ぶり[1]となる本作は、ナカムラリョウが加入して最初のアルバムで全13曲が収録されている。

- 本作は初回生産限定盤、通常盤の2形態でリリースされ、初回生産限定盤には、実質4人での初ライブであるTHE TOISU!!!!のライブ映像（9月16日＠渋谷CLUB QUATTRO）と、3月4日に豊洲PITで行われた20周年記念ワンマンライブ「20周年 OR DIE!!! All Time POLYSICS!!!」より、旧オレンジつなぎから新衣装のイエローつなぎに早着替えした“Tune Up!”の映像が収められたDVDと缶バッジが付属している。

- また、本作を携えた全国をまわるツアー「POLYSICS結成20周年記念TOUR “That's Fantastic!”～Hello! We are New POLYSICS!!!!～」が2020年1月から同年3月にかけて全22公演行われた[1]。

## 収録曲
| #   | タイトル               | 作詞 | 作曲・編曲 |
| --- | ---------------------- | ---- | ---------- |
| 1.  | 「That’s Fantastic」   |      |            |
| 2.  | 「Crazy My Bone」      |      |            |
| 3.  | 「Cock-A-Doodle-Doo」  |      |            |
| 4.  | 「ルンバルンバ」       |      |            |
| 5.  | 「Sea Foo」            |      |            |
| 6.  | 「Pretty UMA」         |      |            |
| 7.  | 「Shut Up Baby」       |      |            |
| 8.  | 「Toisu Non Stop」     |      |            |
| 9.  | 「You Talk Too Much」  |      |            |
| 10. | 「I Have No Idea」     |      |            |
| 11. | 「Ga Ga Ga Ga Gaping」 |      |            |
| 12. | 「ダンスグミグミ」     |      |            |
| 13. | 「ロックンロー」       |      |            |